# Conca de Barberà
Conca de Barberà is een comarca van de Spaanse autonome regio Catalonië. Het is onderdeel van de provincie Tarragona. In 2005 telde Conca de Barberà 20.057 inwoners op een oppervlakte van 650,24 km2. De hoofdstad van de comarca is Montblanc.

## Gemeenten
| Gemeente              | Inwoners | Gemeente                | Inwoners | Gemeente            | Inwoners |
| --------------------- | -------- | ----------------------- | -------- | ------------------- | -------- |
| Barberà de la Conca   | 488      | Blancafort              | 421      | Conesa              | 133      |
| L'Espluga de Francolí | 3814     | Forès                   | 62       | Llorac              | 114      |
| Montblanc             | 6632     | Passanant i Belltall    | 205      | Les Piles           | 191      |
| Pira                  | 478      | Pontils                 | 142      | Rocafort de Queralt | 264      |
| Capmany               | 485      | Santa Coloma de Queralt | 2991     | Sarral              | 1503     |
| Savallà del Comtat    | 73       | Senan                   | 39       | Solivella           | 567      |
| Vallclara             | 117      | Vallfogona de Riucorb   | 177      | Vilanova de Prades  | 155      |
| Vilaverd              | 437      | Vimbodí i Poblet        | 1054     |                     |          |